# Veracruz, Quintana Roo
Veracruz är en ort i Mexiko.   Den ligger i kommunen Othón P. Blanco och delstaten Quintana Roo, i den östra delen av landet, 1 100 km öster om huvudstaden Mexico City. Veracruz ligger 101 meter över havet och antalet invånare är 148.
Terrängen runt Veracruz är platt. Runt Veracruz är det glesbefolkat, med 16 invånare per kvadratkilometer. Närmaste större samhälle är Miguel Alemán, 19,6 km norr om Veracruz. I omgivningarna runt Veracruz växer i huvudsak städsegrön lövskog.